# St. Anna (Ratingen-Lintorf)

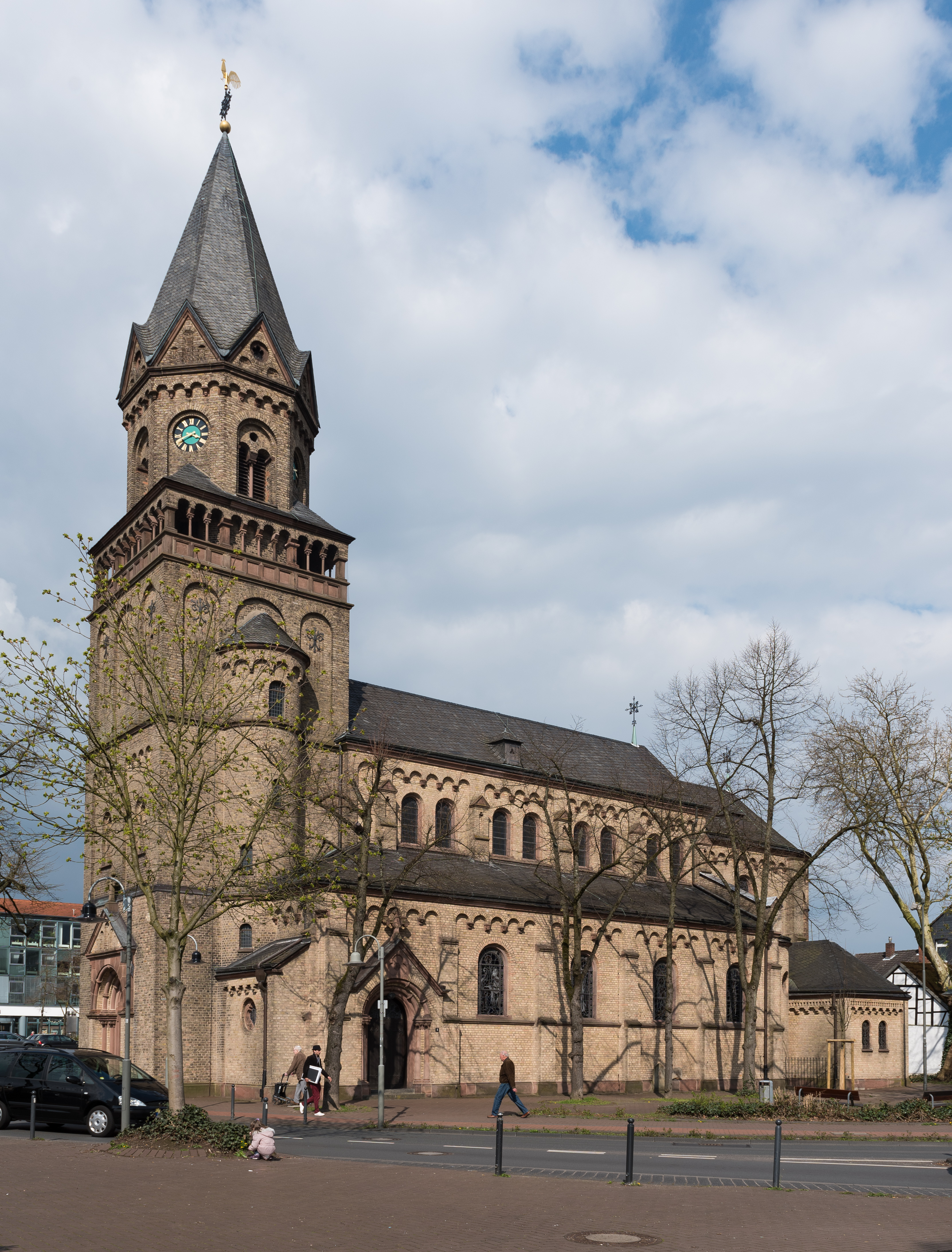
Pfarrkirche St. Anna

Die katholische Pfarrkirche St. Anna in Ratingen-Lintorf ist eine dreischiffige, neuromanische Säulenbasilika. Sie ist die Hauptkirche der 2009 begründeten Pfarrei St. Anna, der weitere Filialkirchen angehören. Die Gemeinde zählt zum Dekanat Ratingen im Kreisdekanat Mettmann im Erzbistum Köln. Die heutige Kirche stammt aus dem Jahre 1878 und steht seit 1985 unter Denkmalschutz. Die Baugeschichte ihres Vorgängerbaus reicht jedoch zurück bis in das 11. Jahrhundert.

## Der Vorgängerbau in Mittelalter und Früher Neuzeit
Im 11./12. Jahrhundert wurde in Lintorf eine romanische Kirche erbaut; die unselbstständige Gemeinde gehörte zum Ratinger Kirchspiel (St. Peter und Paul). Erst im 15. Jahrhundert wurde der Ort Lintorf eine selbständige Pfarrei. Der alte Kirchenbau wurde mit der Zeit nicht nur für die auf 1000 Seelen angewachsene Pfarre zu klein, sondern ging auch immer mehr, äußerlich wie innerlich, dem unaufhaltsamen Verfall entgegen. Dazu hatten auch Verwüstungen und Plünderungen von Soldaten verschiedener Armeen beigetragen; beispielsweise wurde sie 1632 durch Pappenheimsche Söldner geplündert und verwüstet.

## Der Kirchenbau von 1878
Pfarrer Bernhard Schmitz, der von 1875 bis 1902 in der Gemeinde als Pfarrer und Seelsorger tätig war, war bewusst, dass die alte Kirche nicht mehr zu renovieren war. Jedoch hatte schon sein Vorgänger, Johann Heinrich Schönscheidt, einen ersten Plan zum Bau einer neuen Kirche gefasst und den Grundstock zu seiner Finanzierung durch Spenden der Besitzer des Beekerhofes, der Freiherren von Elverfeld, von Johann und Konrad Perpéet und Heinrich Holtschneider gelegt. Diese Summe mit ihren Zinsen bildete zusammen mit den Sammlungen des Pfarrers Schönscheidt und einem generösen Vermächtnis des Pfarrers den Grundstock des Baufonds.
Um die Jahreswende 1876/1877 wurde die mittelalterliche Kirche wegen Baufälligkeit abgerissen. Fotografien gibt es nach jetzigem Wissensstand nicht. Bereits 1875 war eine hölzerne Notkirche errichtet worden. 
Der im Mai 1877 begonnene Neubau erfolgte nach einer neoromanischen Architektursprache mit Stilelementen der Nazarener. Der Entwurf stammte vom Kölner Architekten August Carl Lange (1834–1884), der bereits zahlreiche sakrale und profane Bauten im neugotischen und neoromanischen Stil in der Region entworfen oder umgebaut hatte, so beispielsweise die „Marienburg“ in Monheim am Rhein, St. Agnes in Angermund, St. Josef in Solingen-Höhscheid (1872–1881), St. Mariä Empfängnis ebenfalls in Solingen-Höhscheid (1872–1884) oder die Herz-Jesu-Kirche in Elberfeld (1884–1886). Weitere seiner Bauten waren die Pfarrkirchen St. Martin in Euskirchen, St. Stephanus in Hitdorf und St. Stephanus in Köln-Lindenthal.
Am 28. Juli 1878 – dem Fest der heiligen Anna – feierte man die Benediktion der Kirche, zu diesem Anlass wurde eine Festschrift vorgelegt. Der Zeitzeuge und spätere Schullehrer Johann Hamacher hat hierüber ausführlich berichtet. Die Benediktion der Lintorfer Kirche geschah während der Zeit des heftigsten Kulturkampfs, als sich der Kölner Erzbischof Paulus Melchers im niederländischen Exil befand. So ist es zu erklären, dass die Konsekration erst am 14. August 1893 durch Weihbischof Anton Fischer vollzogen werden konnte. 1901 wurde die Kirche durch den Künstler Heinrich Nüttgens (1866–1951) im Nazarener-Stil ausgemalt.
Als Pfarrhaus diente der „Alte Wedenhof“ (1831), bis dieser 1972 Jahre abgerissen und durch einen Neubau am Ritterskamp ersetzt wurde. Das Küsterhaus entstand 1953, das daneben liegende Handwerkerheim („Kettler-Haus“, benannt nach Wilhelm Emmanuel von Ketteler) 1959. Zwischen 1960 und 2003 verfügte die Gemeinde über ein stattliches Gemeindehaus, das „Haus Anna“ an der Krummenweger Straße. Ein geplanter neuer Bau eines Pfarrzentrums wurde bisher nicht realisiert. In der Zeit, in der Wilhelm Veiders Pfarrer war (1935–1969), wurde die Kirche häufig vom Kölner Erzbischof Joseph Frings besucht, der mit Veiders persönlich befreundet war und der ihn 1946 zum Dechant des Dekanats Ratingen ernannt hatte.

## Ausstattung
Zur Ausstattung der St.-Anna-Kirche gehören eine 1484 gegossene Glocke, eine Eichenholz-Pietà aus dem 15. Jahrhundert und eine „Madonna mit Traube“ vom Anfang des 16. Jahrhunderts, die noch aus der alten Kirche stammen, eine rheinisch-spätgotische Madonna mit Krone und Zepter sowie eine barocke St. Anna mit der jungen Maria. Zwei mittelalterliche Glocken wurden 1944 eingeschmolzen. Die heutige, dritte Kirchenorgel stammt aus dem Jahre 1983. Die erste Orgel von 1886 mit 16 Registern wurde 1937 durch eine neue Orgel mit 22 Registern ersetzt. 1947 erhielt der Chor der Kirche neue Fenster nach Entwürfen von Wilhelm Derix, 1948 und 1949 wurde auch das Langschiff mit neuen Fenstern von Josef Strater (Krefeld) versehen. 1950 erhielt die Kirche zwei neue Glocken, 1954 einen neuen Hochaltar. Auch wurde ein durch den Kölner Künstler Egina Weinert ein neues bronzenes Taufbecken entworfen.
1985 warfen Unbekannte Steine in zwei Fenster, die die Passion der Heiligen Sebastian und Stephan darstellten. Am 31. August 2004 erhielt die Kirche erstmals eine Kirchturmuhr.

## Renovierung und Wiederherstellung der Ausmalung 1979/1980
Im Zuge einer langjährig geplanten Renovierung wurden 1979/1980 nicht nur die Fundamente trockengelegt, die Verfugung erneuert und Teile des Dachstuhls ersetzt. Bei den Voruntersuchungen zur Renovierung wurde die alte Ausmalung wiederentdeckt, die 1901 von Heinrich Nüttgens geschaffen worden war, und wiederhergestellt.

## Heutige Situation
Seit dem 31. Mai 1985 steht das Kirchengebäude unter der Kennnummer A 43 auf der Denkmalliste der Stadt Ratingen. 1997 wurde die Gemeinde mit St. Johannes von Ars im Lintorfer Norden vereinigt. Seit 2009 gibt es die neu zusammengefasste Ratinger Pfarre St. Anna, der die St.-Anna-Kirche in Lintorf als Hauptkirche dient. Der Gemeinde gehören außerdem die Filialkirchen St. Bartholomäus in Ratingen-Hösel, St. Christophorus in Ratingen-Breitscheid und St. Johannes von Ars an. Zum Seelsorgeteam gehören Pfarrer Benedikt Zervosen, Kaplan Charles Moukala und der Pfarrer und Kreisjugendseelsorger Daniel Schilling. (Stand 2013)

## Liste der Pfarrer seit 1700
Die ersten Lintorfer Pfarrer werden um 1500 urkundlich genannt. Eine durchgängige Listung ist allerdings aufgrund der Überlieferungslücken nicht möglich. Ab 1703 amtierten: 
- Heinrich Velden (1703–1708)
- Hermann Lentzen (1708–1710)
- Johannes Mohr (1711–1716)
- Christianus Aspach (1716–1724)
- Gerhardus Notbeck (1724–1740)
- Johannes Balve (1740)
- Bruno Becker (1740–1743)
- Engelbert Loevenich (1743–1759)
- Andreas Esch (1759–1763)
- Henricus Axer (1763–1767)
- Beesen (1768–1777)
- Wahlers (1777–1787)
- Caspar Carbuch (1787–1830)
- Aloys Theodor Kaiser (1830–1833)
- Theodor Kallenberg (1834–1837)
- Johann Heinrich Schönscheidt (1838–1874)
- Bernard Schmitz (1875–1902)
- Heinrich Zitzen (1902–1913)
- Johannes Meyer (1913–1921)
- Josef Füngeling (1921–1935)
- Wilhelm Veiders (1935–1969)
- Franz Mezen (1969–1996)
- Chris Aarts (1996/1997–2006)
- Benedikt Zervosen (seit 2006)